# Beno Cvijanov
Beno Cvijanov (Subotica, 6. ožujka 1913.) - 11. veljače 1996.), bivši je nogometaš i atletičar. Radio je kao činovnik gradske uprave. Bio je višegodišnji inspektor Službe društvenog knjigovodstva. 
Prvo je trenirao atletiku u Jugoslavenskom atletičkom društvu. Bio je iznimno brz, što mu je osiguralo mjesto u štafeti 4 x 100 metara. Primijetio ga je Bačkin trener Andrija Kujundžić - Čiča koji ga je preporučio treneru mladog sastava NK Bačke.
Od 13. je godine trenirao u subotičkoj Bačkoj. Već sa 16. godina ušao u prvu momčad u koju ga je uveo Andrija Kujundžić - Čiča. Iako je po fizičkoj građi trebao igrati halfa ili polutku, zbog sile okolnosti je zaigrao na mjestu lijevog krila, jer je dotadašnji igrač prestao igrati. Kao igrača ga je odlikovala velika brzina, pokretnost i borbenost. Bio je trenerom još dok je bio aktivni igrač. Još 1931. je bio pomoćni trener mladeži, pomažući Ljudevitu Vujkoviću Moci. 
Iako se je s atletike prebacio na nogomet, atletiku nije ostavio. Godinama poslije se je još uspješno natjecao za Bačku u štafetnoj utrci 4 x 100 metara. Bačkina štafeta je zahvaljujući njemu pobijedila u mnogim utrkama i osvojila mnoge trofeje.
Za Bačku je odigrao više od 600 utakmica.
18 je puta odigrao za reprezentaciju Subotičkog nogometnog podsaveza.
Dvaput je bio kandidatom za jugoslavensku reprezentaciju.
Mađarskom okupacijom Bačke 1941. završava i njegova igračka i trenerska karijera mladih. Nakon rata se vraća nogometu kao trener. Vodio je Bačku koja je onda nosila ime Sloboda od 1948. sve do njena gašenja 1949. godine. Kad je klub obnovljen kao Zvezda, 1955. ga ponovo preuzima. Izvannogometne aktivnosti ga sve više obvezuju te se miče s nogometnih terena, ali je ostao u nogometu u subotičkoj trenerskoj organizaciji te u Bačkinoj klupskoj upravi.

## Nagrade
Dobitnik je mnoštva nagrada, a najveća je srebrna kolajna Nogometnog saveza Jugoslavije.
Bio je izabran za doživotnog počasnog člana NK Bačke.

## Zanimljivosti
Bio je vrlo pošten športaš. Nikad nije bio opomenut niti kažnjen.